# Un beau matin d'été
Un beau matin d'été est un tableau réalisé par le peintre français Henri Matisse en 1905. Cette huile sur toile fauve représente quelques silhouettes sur une voie publique arborée où donne un café. Elle est aujourd'hui conservée au sein de la collection privée de Kenneth Ingels à Ukiah, aux États-Unis.